# ハリケーン・ギルバート
ハリケーン・ギルバート（英: Hurricane Gilbert） は1988年に大西洋で発生し、西インド諸島を中心に甚大な被害をもたらしたハリケーンである。勢力はサファ・シンプソン・ハリケーン・スケール（SSHS）でカテゴリー5に達し、ピーク時には中心気圧が888hPaを記録した。これは、大西洋で発生したハリケーンとしては、観測史上ウィルマに次ぐ2番目の記録であり、20世紀では最も低い記録である。
1988年9月8日にカリブ海東部で発生。その後、西進して西インド諸島諸国を襲い、ユカタン半島に上陸した。その後、メキシコ湾を通り再度上陸。テキサス州及びアメリカの諸州を通過し、9月19日に消滅した。341名が死亡し、被害は55億米ドル（1988年当時）にのぼった。

## 経過

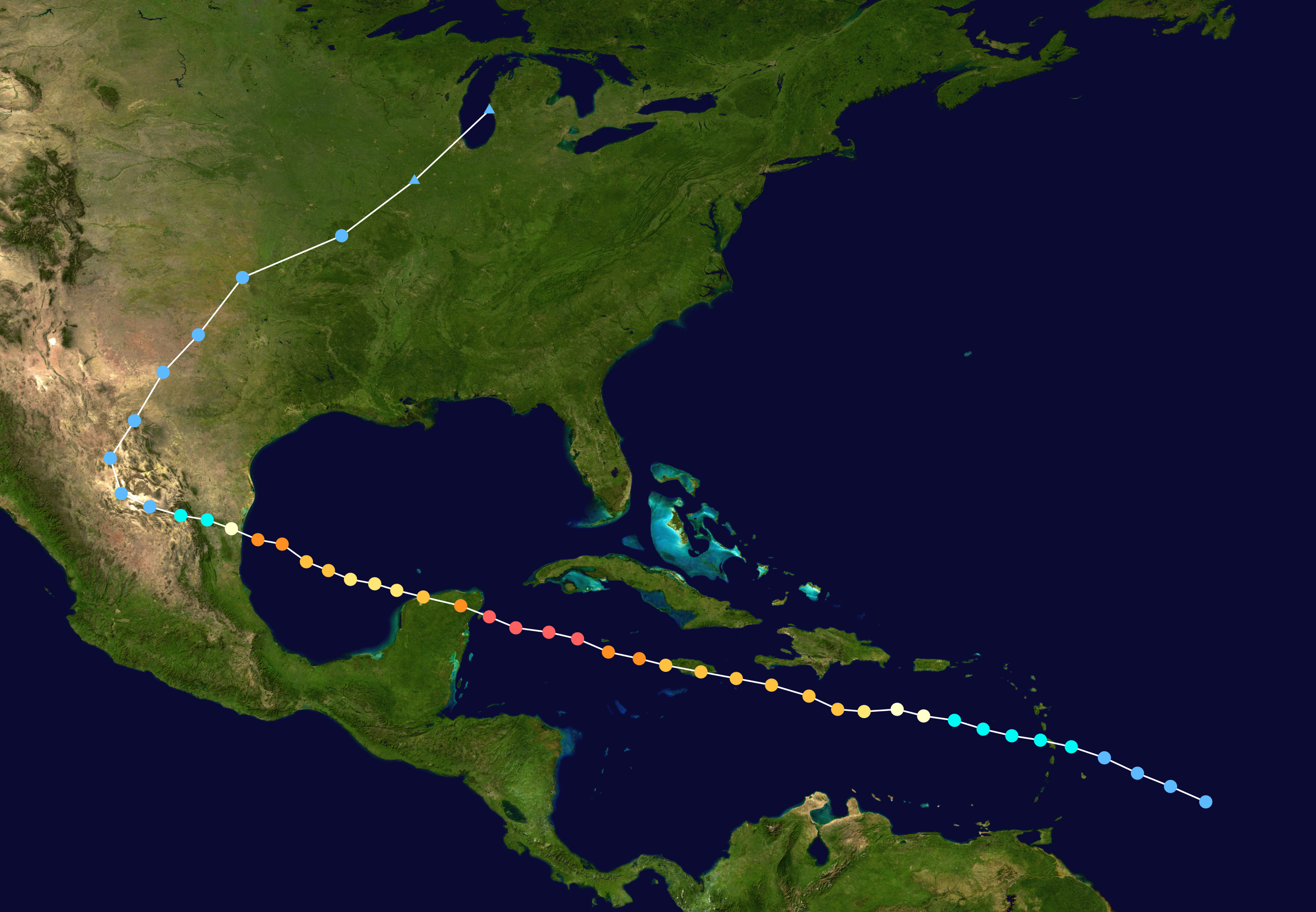
ギルバートの経路

1988年9月3日、アフリカ大陸沿岸から熱帯低気圧の原因ともなる大気の擾乱現象である熱帯波動が発生した。その後西に移動し、発達していった。
9日にはウィンドワード諸島の近く、バルバドスの東400マイル（640km）付近で、当期12番目の弱い熱帯低気圧になった。急速に発達し、小アンティル諸島を通過している間に熱帯低気圧となり、ギルバートと命名された。当期で7番目に名前が与えられた熱帯低気圧である。

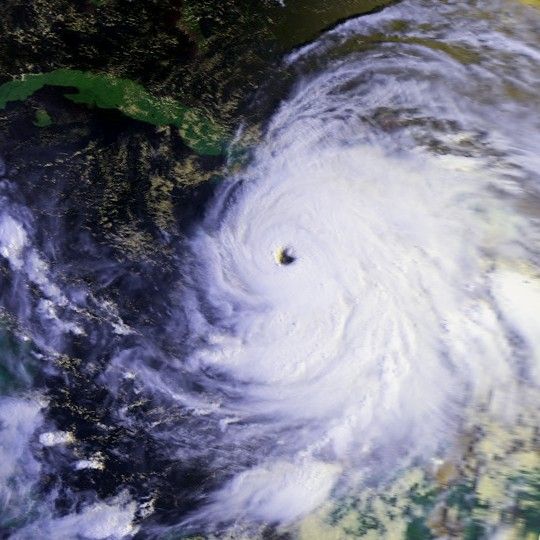
ジャマイカに接近するギルバート

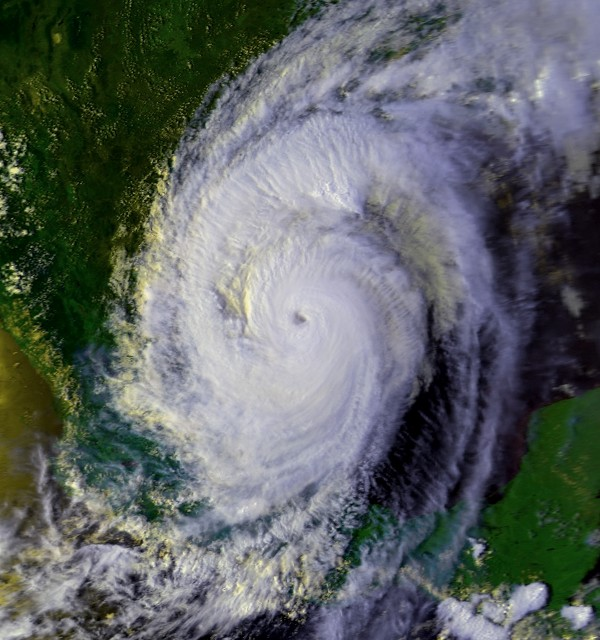
再度上陸するギルバート

成長を抑える要因がなかったため、ギルバートは急速に発達し、10日にはハリケーンに成長した。11日にはSSHSでカテゴリー3の強さになり、メジャー・ハリケーンに分類された。それは北からの強い高気圧に影響され、西北西に移動していき、ジャマイカに上陸した。ギルバートの目がジャマイカを通過した際、SSHSでカテゴリー3、中心気圧960hPa、風速125mph（205km/h）の強さを保持していた。
ギルバートはジャマイカの沿岸を通過した後、急速に勢力を強め、ケイマン諸島付近を通過した。13日には、グランドケイマンの調査局で最大瞬間風速156mph（252km/h）を記録した。
ギルバートは24時間で72hPaも中心気圧を下げ、ピーク時には888hPaという驚異的な中心気圧を記録した。これは、2005年にハリケーン・ウィルマが882hPaを記録するまで、大西洋で発生したハリケーンとしては、最も低い記録であった。
ギルバートは、メキシコのコスメル島 (Cozumel) に再度上陸。14日にはカテゴリー5の強さでユカタン半島に上陸した。大西洋で発生したハリケーンが、カテゴリー5の勢力のまま上陸したのは1979年にイスパニョーラ島に上陸したハリケーン・デイビッド (Hurricane David) 以来であった。コスメル島に上陸した際の中心気圧は900hPaだったとされている。ギルバートは、ユカタン半島を縦断し、カテゴリー2のハリケーンとしてメキシコ湾に抜ける。その後、一時は勢力を弱めるも、再び急速に勢力を強め、16日にカテゴリー3の強さでメキシコのタマウリパス州に上陸した。

17日、ギルバートはヌエボ・レオン州のモンテレイ付近を通過し、北に大きく進路を変えた。そして、18日、アメリカのテキサス州に29もの竜巻を発生させた。その後オクラホマ州を通過し、19日にミズーリ州を越えたあたりで、低気圧に取り込まれる形で消滅した。

## 被害
| 国名           | 死者数 |
| -------------- | ------ |
| メキシコ       | 225    |
| ジャマイカ     | 045    |
| ハイチ         | 030    |
| グアテマラ     | 012    |
| ホンジュラス   | 012    |
| ドミニカ共和国 | 05     |
| ベネズエラ     | 05     |
| アメリカ合衆国 | 03     |
| コスタリカ     | 02     |
| ニカラグア     | 02     |
| 総計           | 341    |

ギルバートは、メキシコを中心に341名の死者を出した。正確な被害額は不明だが、被害地域全体で約55億米ドル（1988年）の被害が出たと見られている。

### ベネズエラ
北部で発生した鉄砲水などにより、ベネズエラでは5人が死亡した
。

### ジャマイカ
ジャマイカでは、およそ45名が犠牲となった。山岳地帯では、27インチ（700mm）もの雨が降り、内陸部に鉄砲水を引き起こした。ギルバートは、1951年のハリケーン・チャーリー (Hurricane Charlie) 以来、ジャマイカに最も深刻な被害をもたらしたハリケーンとなった。被害は40億米ドル（1988年）にのぼった。また、作物や住居、道路などのインフラも壊滅的被害を受けた。

### ケイマン諸島
ケイマン諸島では、13日にギルバートが南を通過する際、最大瞬間風速157mph（251km/h）を記録したが、大きな被害は免れた。それでも、作物や、木、牧草などが甚大な被害を受け、多くのプライベート・ホームが壊滅的なダメージを受けた。

### メキシコ
ユカタン半島を直撃し、通過した際、3万5千人が家を失い、83の船舶が沈み、6万棟の家屋が破壊された。被害額は10～20億米ドル（1989年）と推測される。その上、カンクン地域では観光への影響が現れ、10月から12月頃までで、その損害は8千7百万米ドル（1989年）にのぼると言われる 。ユカタン州のプログレソでは13.78インチ（350mm）もの雨が観測された。
メキシコ北東部では、モンテレイ周辺で激しい洪水が起き、5台のバスが転覆し、100人以上が死亡した。北東部では、タマウリパス州の内陸地域で10インチ（254mm）以上の雨が記録された。

### アメリカ合衆国
テキサス州では直撃による影響が心配されていたが、比較的小さい被害に抑えられた。それでも、高潮や砂浜の侵食、竜巻の発生などで被害が生じた。
オクラホマ州ではウィチタマウンテンズ野生動物保護区 (Wichita Mountain Wildlife Refuge) で8.6インチ（218mm）の降雨が観測された。テキサス州や、オクラホマ州から離れた地域でも7インチ（178mm）の降雨が記録された。ミシガン州中部では3インチ（76mm）程の雨が観測された。

## 記録

### 20世紀最大規模のハリケーン
上記の通り、ギルバートの最低気圧は888hPaであり、ユカタン半島に上陸した際の最大瞬間風速は95m/s、ジャマイカ全土の80%にあたる家屋が全壊、半壊、損傷の被害にあったという記録が残っている。熱帯低気圧に変わった後のメキシコ再上陸時にも平均風速は50m/sで、多大の被害を与えたことから、ギルバートは20世紀最大規模のハリケーンと言われている。

### 名称の引退
このハリケーンは、各地に甚大な被害をもたらしたため、翌1989年の春にギルバートという名称は引退となった。そのため、大西洋で発生したハリケーンには二度とギルバートという名前は使用されない。1994年からは、代わりにゴードン（Gordon） が使用されるようになった。

### 中心気圧の歴代記録
ギルバートの最低中心気圧は1935年のレイバー・デイ・ハリケーンの892hPaを下回り、大西洋で発生したハリケーンの中で史上最低記録となった。その後17年間、ギルバートの最低中心気圧を下回るハリケーンはなかった。2005年11月、ハリケーン・ウィルマはギルバートの最低中心気圧を6hPa下回る、最低中心気圧882hPaを記録した。
| 順位 | ハリケーン                  | 年     | 中心気圧 (hPa) |
| ---- | --------------------------- | ------ | -------------- |
| 1    | ウィルマ（Wilma）           | 2005年 | 882            |
| 2    | ギルバート（Gilbert）       | 1988年 | 888            |
| 3    | レイバー・デー（Labor Day） | 1935年 | 892            |
| 4    | リタ（Rita）                | 2005年 | 895            |
| 5    | アレン（Allen）             | 1980年 | 899            |
| 6    | カミーユ（Camille）         | 1969年 | 900            |
| 7    | カトリーナ（Katrina）       | 2005年 | 902            |
| 8    | ミッチ（Mitch）             | 1998年 | 905            |
| 8    | ディーン（Dean）            | 2007年 | 905            |
| 10   | マリア（Maria）             | 2017年 | 908            |